# Aquilina (Balzac)
Aquilina, nascida em 1803, é uma personagem da Comédia Humana de Honoré de Balzac. Ela escolheu como nome de guerra o de uma personagem da Veneza salva de Thomas Otway. Ela se finge de piemontesa. É uma das "belezas que assustam".
Ela cai na prostituição à idade de dezesseis anos, para conseguir se sustentar com os modestos dotes de Castanier, o caixeiro amaldiçoado de Frédéric de Nucingen. Castanier se recusa terminantemente a casar com ela, pois já é casado, e a mantém modestamente.
Aquilina é apaixonada por Léon, que Castanier descobre em um pequeno quarto de vestir, atrás dos robes da jovem. Ele diz que se casará com Aquilina. Contudo, Léon não poderá se casar com Aquilina, pois será guilhotinado na praça de Grève com os quatro sargentos de La Rochelle (quatro jovens acusados de querer derrubar a monarquia durante a Restauração). Aquilina fica inconsolável. Ela arruína Castanier, que a persegue. Torna-se, então, uma das cortesãs mais frequentes nas orgias parisienses da Comédia.
Em 1822, ela vive na rua Richer, em um imóvel novo, e se faz chamar de Madame de la Garde.
Em 1830, é convidada por Jean-Frédéric Taillefer a uma orgia, na qual conta a Émile Blondet e Raphaël de Valentin o significado do retalho vermelho que ela veste em todas as circunstâncias, independente da roupa. É uma memória de seu amante Léon. Dão-lhe, portanto, a alcunha de La Rochelle.
Em 1831, ela confessa que está cansada da vida de vício, mas que o futuro sinistro que espera as jovens como ela (o hospital), não lhe dá medo.
Em 1834, ela é amiga de Florine.